# Ford Racing (jeu vidéo)
Pour les articles homonymes, voir Ford Racing.
Ford Racing est un jeu vidéo de course édité par Empire Interactive pour Windows et la PlayStation. La version Windows a été développée par Elite Systems et publiée le 2 novembre 2000, tandis que la version PlayStation a été développée par Toolbox Design et publiée le 29 janvier 2001,.
C’était le premier jeu de la série de jeux vidéo Ford Racing et a reçu des critiques mitigées. Ford Racing est sorti sur PlayStation et téléchargeable sur le PlayStation Store en mai 2009, lui permettant d’être joué sur PlayStation 3 et PlayStation Portable.

## Gameplay
La version Windows de Ford Racing comprend douze véhicules Ford différents et dix circuits de course, tandis que la version PlayStation compte onze véhicules et huit circuits,. Aucune des pistes n’est basée sur des emplacements réels. Le joueur commence le jeu avec une Ford Ka, tandis que les autres véhicules sont déverrouillés au fur et à mesure que le joueur progresse dans le jeu. Deux modèles existent pour chaque véhicule pour les années 1997 à 2000, pour un total de huit versions différentes de chaque véhicule.
Dans le mode Carrière du jeu, le joueur doit gagner des courses pour recevoir des prix en argent, qui peuvent ensuite être utilisés pour améliorer les véhicules. Après une course, le joueur peut choisir de regarder une rediffusion, qui peut être visionnée sous différents angles de caméra. La version PlayStation inclut une option multijoueur, qui est absente dans la version Windows.

## Accueil
Sur Metacritic, la version PlayStation a reçu un score de 53, tandis que la version PC a reçu un score de 51, toutes deux indiquant des « avis mitigés ou moyens » . Plusieurs critiqueurs ont critiqué les l’IA du jeu pour avoir poussé le véhicule du joueur hors de la route.
David Zdyrko d’IGN a passé en revue la version PlayStation et a critiqué ses graphismes, sa musique et ses effets sonores standard, ainsi que la conception des pistes. Zdyrko a noté que les véhicules ressemblaient à leurs homologues de la vie réelle, mais qu’ils « ne se rapprochent même pas » des modèles de véhicules proposés dans la série Gran Turismo . Shahed Ahmed de GameSpot a examiné la version PlayStation et a également critiqué ses graphismes. Ahmed s’est également plaint du fait que seuls les véhicules « ennuyeux et lents » sont disponibles au début du jeu, tandis que les véhicules plus rapides et les « pistes sympas » doivent être déverrouillés. Ahmed a écrit : « Malgré une mécanique de contrôle puissante et un moteur physique avancé, le jeu présente de nombreux défauts qui l’empêchent d’être un produit vraiment attrayant ». Cependant, il a écrit que les fans de véhicules Ford « pourrait trouver une certaine valeur de nouveauté dans Ford Racing à son prix d’aubaine ».
Laurie Emerson de GameZone a fait l’éloge de tous les aspects de la version PlayStation et a écrit que le jeu est « un gagnant à tous points de vue ! ». Rita Courtney de GameZone a fait l’éloge de la version PC pour son gameplay et ses graphismes, mais qui a écrit que des instructions supplémentaires auraient été utiles, déclarant qu’« elles sont juste un peu rares pour ceux qui ne sont pas familiers avec les jeux de course. Il faut également une carte accélératrice 3D, ce qui peut être un problème pour beaucoup de gens qui ont des systèmes plus anciens. À part ça, c’est beaucoup de bonnes actions de course » . Dave Woods de PC Zone a critiqué les commandes, les graphismes et le manque de multijoueur du jeu et a conclu : « Nous nous attendions à une assez bonne balade avec Ford, mais nous avons été cruellement déçus ».
Scott Moore de Sports Gaming Network a fait l’éloge des graphismes et de la variété des véhicules, mais a critiqué le manque de vue dans la voiture pendant la conduite, le qualifiant de « plus gros inconvénient du jeu ». Moore a également critiqué la musique et les effets sonores et s’est plaint que chaque véhicule se comportait de la même manière. Moore a conclu que Ford Racing « est une bonne idée qui a mal tourné » . Clayton Crooks d’AllGame a examiné la version PC et a écrit : « malheureusement, les graphismes sont peut-être le seul point fort du jeu, car la jouabilité laisse beaucoup à désirer. Présenté comme une simulation de course plutôt qu’un jeu de course d’arcade, Ford Racing était censé être axé sur la physique et la conduite automobile réalistes, mais le jeu vacille terriblement à cet égard ». Clayton Crooks considérait également la musique comme répétitive et banale.